# Sardż Fari
Sardż Fari – wieś w Syrii, w muhafazie Aleppo, w dystrykcie As-Safira. W 2004 roku liczyła 1364 mieszkańców.